# Heinrich Eduard von Egidy
Heinrich Eduard von Egidy (* 25. September 1808 in Weißenfels; † 1870 in Halsbrücke) war ein sächsischer Offizier und Sachbuchautor. Er war der letzte seiner Linie.

## Leben
Er stammte aus dem Adelsgeschlecht Egidy und war das zweite Kind des sächsischen Oberst Heinrich August von Egidy (1778–1840) und der Henriette Schubert von Kleefeld († 4. September 1823).
Wie viele Mitglieder seine Familie schlug der die sächsische Militärlaufbahn ein, in der er bis zum Oberleutnant befördert wurde. Außerdem wirkte er als Sachbuchautor im sächsischen Erzgebirge.
Er heiratete zweimal. Seine erste Frau wurde am 13. April 1841 in Zwickau Christine Remga (* 11. September 1812; † 19. März 1852). Nach ihrem Tod heiratete er Ernestine Helfert (* 6. Juni 1832). Beide Ehe blieben ohne Kinder.

## Werke (Auswahl)
- Der Komet am Abend des 18. März 1843. Eine naturhistorische Beschreibung der Meteore und Phänomen, in: Neues lausitzisches Magazin, Zittau und Leipzig 1843
- Das Weltall oder populäre Darstellung der Astronomie, 1844
- Die Blutegelzucht nach Ergebnissen der Erfahrung, 1844
- Der Holzkenner oder die kunstgerechte Ausnutzung, Vorrichtung und Verwerthung der Hölzer, 1852